# Аннила, Антти-Юсси
Антти-Юсси Аннила (фин. Antti-Jussi Annila; род. 8 января 1977, Хельсинки, Финляндия) — финский режиссёр, сценарист и актёр. Лауреат премии «Юсси» за лучшую режиссуру (2018, за фильм «Вечная дорога»), а сам фильм получил премию в номинации «лучший фильм года».

## Биография
В 2006 году вышел его дебютный полнометражный фильм «Воин Севера» (Jadesoturi, 2006) совместного финско-китайского производства, основанный на финской мифологии Калевалы и снятый в стилистике китайского кино боевых искусств усяпян (wuxia-pian). Фильм стал первой финской картиной, вышедшей на киноэкраны в Китае. Получил две премии «Юсси» в 2007 году.
Аннила позже заявлял, что этот фильм его не устраивает, так как получился слишком безжизненным. Больше жизни, по его словам, должно было содержаться в следующем фильме — «Сауна» (2008) — мистической картине о грехах и прощении. Действие фильма происходит в 1595 году, когда закончилась 5-летняя война между Россией и Швецией (1590—1595). Группа землемеров-картографов, отправленная на делимитацию границ, обнаруживает в карельских болотах никем не описанную деревню. На болотах стоит странное строение без окон, которое местные называют «сауной» и утверждают, что она стояла здесь с доисторических времен, ещё до того как здесь поселились люди.